# Индиана Джонс (франшиза)
«Индиана Джонс» (англ. Indiana Jones) — американская медиафраншиза, основанная на приключениях Доктора Генри «Индианы» Джонса-младшего — вымышленного археолога. Киносериал был создан Джорджем Лукасом и Филипом Кауфманом, которые придумaли персонaжa и нaписaли сюжет к первому фильму серии. Лукас, уже без Кауфмана, писал сюжеты и для трёх следующих фильмов. Фрaншизa сталa известнa благодаря исполнителю глaвной роли Харрисону Форду и режиссёру первых четырёх фильмов Стивену Спилбергу. Франшиза берёт начало в 1981 году с фильма «В поисках утраченного Ковчега», в 1984 году вышел приквел, «Индиана Джонс и храм судьбы», а в 1989 году был выпущен сиквел, «Индиана Джонс и последний крестовый поход». Четвёртый фильм франшизы — «Индиана Джонс и Королевство хрустального черепа» — вышел в 2008 году и стал последним в серии, созданным компанией Paramount Pictures, так как с 2012 года правами на франшизу владеет The Walt Disney Company. Пятый и заключительный фильм, режиссёром которого выступил Джеймс Мэнголд, вышел 30 июня 2023 года. Это единственный фильм срежиссировaнный не Спилбергом и не основaнный на сюжете Лукaсa, однaко они обa выступили в качестве исполнительных продюсеров.
В 1992 году вышел телесериал «Хроники молодого Индианы Джонса», в котором показаны приключения героя в юности. В 1983 году Marvel Comics начала издавать комиксы «Дальнейшие приключения Индианы Джонса». В 1991 году право на использование персонажа в комиксах перешло к издательству Dark Horse Comics. Были опубликованы новеллизации фильмов, а также множество романов с оригинальными приключениями, в том числе ряд немецких романов Вольфганга Хольбайна. Двенадцать романов, действие которых разворачивается до фильмов, были изданы Bantam Books. Начиная с 1982 года были выпущены многочисленные видеоигры про Индиану Джонса.

## Фильмы
| Фильм                           | Дата выхода  | Режиссёр        | Сценарист(ы)                                                            | Сюжет                                                                   | Продюсер(ы)                                      | Дистрибьютор                        |
| ------------------------------- | ------------ | --------------- | ----------------------------------------------------------------------- | ----------------------------------------------------------------------- | ------------------------------------------------ | ----------------------------------- |
| В поисках утраченного ковчега   | 12 июня 1981 | Стивен Спилберг | Лоуренс Кэздан                                                          | Джордж Лукас и Филип Кауфман                                            | Фрэнк Маршалл                                    | Paramount Pictures                  |
| Храм судьбы                     | 23 мая 1984  | Стивен Спилберг | Уиллард Хайк и Глория Кац                                               | Джордж Лукас                                                            | Роберт Уоттс                                     | Paramount Pictures                  |
| Последний крестовый поход       | 24 мая 1989  | Стивен Спилберг | Джеффри Боам                                                            | Джордж Лукас и Менно Мейес                                              | Роберт Уоттс                                     | Paramount Pictures                  |
| Королевство хрустального черепа | 22 мая 2008  | Стивен Спилберг | Дэвид Кепп                                                              | Джордж Лукас и Джефф Натансон                                           | Фрэнк Маршалл                                    | Paramount Pictures                  |
| Колесо судьбы                   | 30 июня 2023 | Джеймс Мэнголд  | Джереми Баттеруорт, Джон-Генри Баттеруорт, Дэвид Кепп и Джеймс Мэнгольд | Джереми Баттеруорт, Джон-Генри Баттеруорт, Дэвид Кепп и Джеймс Мэнгольд | Саймон Эммануэль, Фрэнк Маршалл и Кэтлин Кеннеди | Walt Disney Studios Motion Pictures |

### Обзор
Первый фильм из серии про Индиану Джонса — «Индиана Джонс: В поисках утраченного ковчега» — вышел в 1981 году. Действие картины происходит в 1936 году. Археолог Индиана Джонс (Харрисон Форд) нанят правительственными агентами, чтобы найти Ковчег Завета раньше, чем это сделают нацисты. Немецкая группа поиска религиозных артефактов ищет Ковчег, который, по слухам, сделает армию, несущую его перед собой, непобедимой. Нацистам помогает враг Индианы, Рене Беллок (Пол Фримен). С помощью Мэрион Рэйвенвуд (Карен Аллен), в которую Джонс давно влюблён и Салаха (Джон Рис-Дэвис), Индиане удаётся найти Ковчег в Египте. Но нацисты смогли украсть Ковчег и захватить её и Мэрион. Беллок и нацисты проводят церемонию открытия Ковчега, но стоит им это сделать, как они все погибают. Индиана и Мэрион выжили только потому, что вовремя закрыли глаза. Им удаётся доставить Ковчег в США, где он передаётся на хранение как секретный правительственный объект.
Второй фильм, «Индиана Джонс и храм судьбы», вышел на экраны в 1984 году. Действие происходит в 1935 году, то есть за год до вышедшей ранее ленты «В поисках утраченного Ковчега». Индиана убегает от китайских гангстеров с помощью певицы из шанхайского варьете Уилли Скотт (Кейт Кэпшоу) и двенадцатилетнего напарника, китайского мальчика по прозвищу «Коротышка» (Куан Ке Хюи). Втроём они совершают аварийную посадку на севере Индии, где наткнулись на деревню, в которой дети жителей были похищены. Преступление совершили кровожадные приверженцы богини Кали во главе с Мола Рамом (Амриш Пури), которые также похитили в деревне священный лингам, необходимый им, чтобы захватить мир. Героине, решившей помочь жителям деревни, придётся с риском для жизни одолеть Мола Рама. Ему всё же удаётся победить, спасти детей и вернуть лингам на его законное место.
Третий фильм, «Индиана Джонс и последний крестовый поход», вышел в кинопрокат в 1989 году. По сюжету картины, действие которой происходит в 1938 году, Индиана Джонс отправляется на поиски своего пропавшего отца, профессора Генри Джонса—старшего, похищенного нацистами, желающими заполучить Святой Грааль. Фильм начинается показом событий 1912 года, когда тринадцатилетний Индиана (Ривер Феникс) пытается украсть золотой крест, принадлежавший Франсиско Васкесу де Коронадо, первому европейцу посетившему юго-запад современных США. Прошло более четверти века. Индиана и его друг Маркус Броуди (Денхолм Эллиотт) наняты американским бизнесменом Уолтером Донованом (Джулиан Гловер), чтобы найти Святой Грааль. Они объединились с доктором Эльзой Шнайдер (Элисон Дуди), которой видела отца Индианы (Шон Коннери) прежде чем тот исчез. Выясняется, что Донован и Эльза в союзе с нацистами, которые захватили Генри Джонса для того, чтобы заставить Индиану помочь им найти Грааль. Однако, Индиана находит отцовский дневник и успевает спасти отца, прежде чем устанавливает местонахождение Грааля. В то время как Донован и Эльза погибают, в попытках завладеть Граалем, Индиана и Генри понимают, что их отношения друг с другом гораздо важнее, чем священная реликвия.

Страны, в которых побывал Индиана Джонс
Ковчег
Храм судьбы
Последний крестовый поход
Хрустальный череп
Колесо́ судьбы́

Четвёртый фильм, «Индиана Джонс и Королевство хрустального черепа» вышел в 2008 году. Действие картины происходит в 1957 году, в разгар «холодной войны». Индиана и его лучший друг Мак (Рэй Уинстон) попадают в руки агентов Советского Союза во главе с Ириной Спалько (Кейт Бланшетт), которые исследуют «Зону 51». Джонс находит для них саркофаг с мумифицированными останками, излучающими поразительный магнитный импульс. Индиане, несмотря на предательство Мака, удаётся бежать. Позже он сталкивается с подозрениями в работе на советскую разведку. Вынужденный покинуть колледж, в котором проработал 25 лет, Индиана знакомится с парнем-гризером, назвавшимся Мэттом «Псом» Уильямсом (Шайа ЛаБаф), который просит его помочь найти пропавшего в Перу археолога Гарольда Оксли (Джон Хёрт). В Перу Джонс вновь сталкивается со Спалько, находит древний артефакт «Хрустальный череп», встречается с Мэрион Рэйвенвуд (Карен Аллен) и узнаёт, что Пёс Уильямс его сын.

### Развитие
В 1973 году Джордж Лукас написал «Приключения Индианы Смита». Как и «Звёздные войны», это была возможность создать современную версию киносериалов 1930-х и 1940-х годов. Лукас обсуждали концепцию с Филипом Кауфманом, который работал с ним в течение нескольких недель и решились на создание фильма «Индиана Джонс: В поисках утраченного ковчега». Проект был остановлен, когда Клинт Иствуд нанял Кауфмана писать сценарий «Джоси Уэйлс — человек вне закона». В мае 1977 года Лукас был в Мауи, пытаясь сбежать от огромного успеха «Звёздных Войн». Его друг и коллега Стивен Спилберг был также там, на отдыхе от работы над «Близкими контактами третьей степени». Спилберг сказал Лукасу, что был заинтересован в создании фильма о Джеймсе Бонде, но Лукас сказал ему, что есть идеи «лучше, чем Джеймс Бонд», изложив сюжет «Индианы Джонса: В поисках утраченного Ковчега». Спилбергу он очень понравился, он назвал Индиану «Джеймсом Бондом без оборудования», и изменил его фамилию на Джонс. Спилберг и Лукас заключил сделку с Paramount Pictures на пять фильмов про Индиану Джонса.
Спилберг и Лукас сделали фильм «Индиана Джонс и Храм судьбы» намного мрачнее из-за своих личных обстоятельств после расставания и разводов с жёнами. Лукас снял фильм-приквел, так как не хотел, чтобы нацисты снова были главными злодеями. У него были идеи о Короле обезьян и замке с привидениями, но в итоге создал Камни Санкара. Он нанял Уилларда Хайка и Глорию Кац, чтобы написать сценарий, так как знал об их интересе к индийской культуре. Основные сцены, которые были сняты в «Индиана Джонс: В поисках утраченного Ковчега» были включены в этот фильм: побег с помощью гигантского подвижного гонга как щит; падение с самолёта на плот, погоня на телегах. Для третьего фильма, Спилберг вновь предложил концепцию Короля обезьян и замка с привидениями, прежде чем Лукас не предложил идею про Святой Грааль. Спилберг ранее отвергал её как слишком неземную, но затем разработал рассказ про отца и сына и решил, что «Грааль, который все ищут, может быть метафорой для сына ради примирения с отцом, который ищет с ним примирения».
После выхода в 1989 году фильма «Индиана Джонс и последний крестовый поход», Лукас в конце серии чувствовал, что не мог не думать о хорошем устройстве сюжета для приведения в следующем выпуске, и решил произвести сериал «Хроники молодого Индианы Джонса», который исследовал характер Индианы в его молодые годы. Форд игравший Индиану в одном эпизоде, рассказывающего о его приключениях в 1920 году в Чикаго. Когда Лукас выстрелил Форда в декабре 1992 года, он понял, что эта сцена открывала возможность фильму со старым Индианой в 1950 году. Фильм может отражать историю научной фантастики 1950-х годов в кино, с инопланетянами, как устройство сюжета. Форду не понравился новая идея. Лукас говорил: «Я ни на что подобное в кино Стива Спилберга не согласен». Сам Спилберг, который изображал пришельцев в «Близких контактах третьей степени» и «Инопланетянине», сопротивлялся. Лукас придумал рассказ, который Джеб Стюарт превращал в сценарий с октября 1993 по май 1994: «Узнав» о том, что Иосиф Сталин был заинтересован в психологической войне, Лукас решил сделать советских солдат в этом фильме злодеями. Для следующего проекта Лукас нанял писателя Джеффри Боама, чтобы написать три версии, последняя из которых была завершена в марте 1996 года. Три месяца спустя, когда фильм «День Независимости» был выпущен, Спилберг сказал Лукасу, что он бы не хотел делать ещё один фильм про вторжение инопланетян (или, по крайней мере, не до «Войны миров» в 2005 году). Лукас решил сосредоточиться на «Звёздных войнах».
Джефф Натансон познакомился со Спилбергом и Лукасом в августе 2004 года и обратился в следующих проектах в октябре и ноябре 2005 года, под названием «Атомные муравьи». Дэвид Кепп продолжался дальше, давая его сценарию подзаголовок «Разрушитель миров», на основе цитаты Роберт Оппенгеймер. Оно было изменено на «Королевство Хрустального черепа», так как Спилберг нашёл более привлекательное название, которое на самом деле было сюжетным устройством. Кепп хотел изобразить характер Мэтта Уильямса как у кретина, но Лукас отказывался, объясняя, что он должен был походить на Марлона Брандо в «Дикаре»; «Проклятье возвращается назад в виде его собственного сына — он все, что отец терпеть не может». Кепп сотрудничал с Лоуренс Кэздан в фильме «Любовный диалог».
Введение Мэтта Уильямса (Шайа Лабаф) в Королевстве Хрустального черепа привело к предположению, что Лабаф возьмёт на себя франшизу. В интервью ИГН, «Спилберг сказал, что Лабаф сделает несколько продолжений фильмов про Трансформеров, прежде чем сможет подвинуться и взять на себя шляпу и хлыст Индианы Джонса». Сам актёр сказал: «Я в него? Кто не будет? Я не думаю, что это реальность. Это интересный слух». Форд сказал, что он вернётся в пятом фильме, если он не предпримет ещё двадцать лет, чтобы его разработать, в то время как Спилберг ответил, что это произойдёт «только в случае, если вас [зрителей] захочу больше». В интервью со времени когда его спрашивают о похождениях Форда до Лабафа в следующем фильме, Форд сказал: «Что ты говоришь? Это моё. Я бы с удовольствием сделал ещё одно кино про „Индиану Джонса“. Джордж Лукас работает над идеей сейчас. Шайа можете сделать свою собственную шляпу. Я заработал эту шляпу».
В 2008 году на Каннском кинофестивале Лукас сделал ещё одно предположение о том, «что будет пятый фильм, раскрывающий идею о том, чтобы сделать Шайу Лабафа главным героем в следующий раз и Харрисон Форд должен вернуться, как сделал Шон Коннери в предыдущем фильме». Во время съёмок «Последнего крестового похода» Коннери было ещё только 58. Лукас также сказал, что возраст не должен быть фактором, так как Форду было «65 и он делал всё в этом фильме. Старая химия там, и не похоже, что он старик. Он невероятно подвижный, он выглядит даже лучше, чем 20 лет назад, если вы спросите меня». В августе 2008 года Лукас исследовал сюжетный потенциал устройств и, заявил Спилберг, был открыт к идее пятого фильма. Он также изменил своё мнение о продолжении серии спин-оффов, шутя «Индиана Джонс — Индиана Джонс. Харрисон Форд — Индиана Джонс. Если это был Мэтт Уильямс было бы Мэтт Уильямс ищет Элвиса или что-то другое». Два месяца спустя Форд заявил, что он не вернётся, если пятый фильм будет анимационным фильмом, как «Звёздные войны: Войны клонов», потому что «я хочу, чтобы в любом случае это было меньшее из фильмов, что мы сделали и как мы сделали». Он также назвал Лукасу концепции для пятого фильма «сумасшедшие, но великие».
Возможность создания пятой части продолжала обсуждаться на протяжении 2009—2010 годов. Отчёты предположили, в июне 2009 года, что следующий транш будет приступить к съёмкам в 2011 году, сюжет с Бермудским треугольником, хотя эти слухи были позже описаны Фрэнком Маршаллом на своей странице в Twitter как полностью ошибочные. Выступая на Би-Би-Си у журналиста Лизы Мзимба в июне 2009 года, Лабаф подтвердил, что «Стивен [Спилберг] просто сказал, что он взломал историю [пятого фильма], я думаю, что они готовятся». Лукас заявил, что он работал над фильмом по состоянию на декабрь 2009 года. В ноябре 2010 года, Форд сказал, что он и Спилберг ждали Лукаса, чтобы представить идею для них. В марте 2011 года дала интервью Карен Аллен и её спросили о статусе пятого фильма. «Я знаю, что есть история, которую они любят», сказала Аллен, — «что является огромным шагом вперёд. Я слышала об этом примерно полгода назад, что у них есть история, что они её любят и они работают над ней». В июле 2012 года Фрэнк Маршалл указал, что о фильме вряд ли будет объявлено в ближайшее время, сказав: «Я не знаю, если это точно не произойдёт, но это не работает… Это до тех пор, пока есть писатель на проекте. Нет писателя, нет Инди».
В октябре 2012 года The Walt Disney Company приобрела Lucasfilm, тем самым предоставив Диснею права собственности на интеллектуальную собственность Индианы Джонса. Однако Paramount Pictures продолжал владеть распределением прав на фильм. 6 декабря 2013 года студия Уолта Диснея приобрела оставшиеся распределения маркетинговых прав на будущие фильмы про Индианы Джонса, пока Paramount сохранит права на продажу первых четырёх фильмов, и примут «финансовое участие» от каких-либо дополнительных плёнок. Хотя не было объявленного со сделкой взноса, генеральный директор Диснея Боб Айгер выразил заинтересованность в монетизации франшизы Диснея по различными подразделениями компании. Председатель студии Алан Хорн сказал, что пятый фильм про Индиану Джонса был бы не готов, по крайней мере, от двух до трёх лет.
В мае 2015 года в интервью с «Vanity Fair» Кэтлин Кеннеди подтвердила планы на пятый фильм, заявив, другой фильм «в один прекрасный день будет в этой компании. Когда это произойдёт, я не совсем уверена. Мы ещё не начали работать над сценарием, но мы говорим об этом». В октябре 2015 года Спилберг сказал, что Форд, вероятно, сыграет свою роль в пятом фильме про Индиану Джонса.
15 марта 2016 года Walt Disney Studios объявила, что пятый фильм будет выпущен 19 июля 2019 года с Харрисоном Фордом и со Стивеном Спилбергом в роли режиссёра, Кеннеди и Маршалл действует в качестве продюсеров. Джордж Лукас изначально не был связан с фильмом. Однако во время пресс-конференции, приуроченной к выходу фильма «Большой и добрый великан», Спилберг подтвердил, что Лукас вернётся в качестве исполнительного продюсера, заявив: «Я бы никогда не сделал Индиану Джонса без Джорджа Лукаса. Это было бы безумием». Маршалл заявил, что фильм будет продолжением событий, последовавших за «Королевством Хрустального черепа». 9 июня 2016 года Стивен Спилберг подтвердил, что Джон Уильямс вернётся в качестве композитора в фильме. 25 апреля 2017 года официальный сайт «Звёздных Войн» сообщил, что фильм выйдет 12 июня 2021 года, но позже выход перенесли на 29 июля 2022 года, а затем и на 30 июня 2023 года.

## Сборы

### Кассовые сборы
| Фильм                                                                                               | Дата выхода                                                                 | Кассовые сборы   | Кассовые сборы    | Кассовые сборы | Бюджет   | Ссылка |
| Фильм                                                                                               | Дата выхода                                                                 | Северная Америка | Другие территории | Во всем мире   | Бюджет   | Ссылка |
| --------------------------------------------------------------------------------------------------- | --------------------------------------------------------------------------- | ---------------- | ----------------- | -------------- | -------- | ------ |
| Индиана Джонс: В поисках утраченного ковчега                                                        | 12 июня 1981 (16 июля 1982)(Р) (25 марта 1983)(Р) 7 сентября 2012 (IMAX)(Р) | $248 159 971(Р)  | $141 766 000      | $389 925 971   | $18 млн  | [ 50 ] |
| Индиана Джонс и храм судьбы                                                                         | 23 мая 1984                                                                 | $179 870 271     | $153 237 000      | $333 107 271   | $28 млн  | [ 51 ] |
| Индиана Джонс и последний крестовый поход                                                           | 24 мая 1989                                                                 | $197 171 806     | $277 000 000      | $474 171 806   | $48 млн  | [ 52 ] |
| Индиана Джонс и Королевство хрустального черепа                                                     | 22 мая 2008                                                                 | $317 101 119     | $469 534 914      | $786 636 033   | $185 млн | [ 53 ] |
| Индиана Джонс и Колесо судьбы                                                                       | 30 июня 2023                                                                | $174,480,468     | $208,749,460      | $383,229,928   | $294 млн |        |
| Общая                                                                                               | Общая                                                                       | $1 116 783 635   | $1 254 305 283    | $2 371 088 918 | $573 млн | [ 54 ] |
| Индикатор - (Р) указывает на домашний релиз и 3 переиздания фильма «В поисках утраченного ковчега». |                                                                             |                  |                   |                |          |        |

### Критическая и общественная реакция
| Фильм                                                                               | Критическая        | Критическая     | Общественная | Общественная |
| Фильм                                                                               | Rotten Tomatoes    | Metacritic      | CinemaScore  |              |
| ----------------------------------------------------------------------------------- | ------------------ | --------------- | ------------ | ------------ |
| Индиана Джонс: В поисках утраченного ковчега                                        | 95 % (76 отзывов)  | 85 (16 отзывов) |              |              |
| Индиана Джонс и храм судьбы                                                         | 85 % (66 отзывов)  | 57 (14 отзывов) |              |              |
| Индиана Джонс и последний крестовый поход                                           | 88 % (69 отзывов)  | 65 (14 отзывов) | A            |              |
| Индиана Джонс и Королевство хрустального черепа                                     | 78 % (270 отзывов) | 65 (40 отзывов) | B            |              |
| Индиана Джонс и Колесо судьбы                                                       | 56 % (50 отзывов)  | 58 (65 отзывов) |              |              |
| Индикатор(ы) - Тёмно-серая клетка указывает, что информация не доступна для фильма. |                    |                 |              |              |

## Оскар
Франшиза удостоилась 7 статуэток премии «Оскар» (из которых одна является премией за особые достижения), а также получила 8 других номинаций:
- 1982 — Индиана Джонс: В поисках утраченного ковчега (4 победы + 1 за особые достижения; 4 номинации)
- 1985 — Индиана Джонс и Храм судьбы (1 победа, 1 номинация)
- 1990 — Индиана Джонс и последний крестовый поход (1 победа, 2 номинации)
- 2024 — Индиана Джонс и Колесо судьбы (1 номинация)

Фильм Индиана Джонс и Королевство хрустального черепа является единственным во франшизе, который не номинировался на «Оскар».
| Категория                            | Фильм                                                                        | Фильм                                                                   | Фильм                                                     | Фильм                    |
| Категория                            | В поисках утраченного ковчега                                                | Храм судьбы                                                             | Последний крестовый поход                                 | Колесо судьбы            |
| ------------------------------------ | ---------------------------------------------------------------------------- | ----------------------------------------------------------------------- | --------------------------------------------------------- | ------------------------ |
| Лучший фильм                         | Номинация (продюсер: Фрэнк Маршалл)                                          |                                                                         |                                                           |                          |
| Лучший режиссёр                      | Номинация (Стивен Спилберг)                                                  |                                                                         |                                                           |                          |
| Лучшая оригинальная музыка к фильму  | Номинация (Джон Уильямс)                                                     | Номинация (Джон Уильямс)                                                | Номинация (Джон Уильямс)                                  | Номинация (Джон Уильямс) |
| Лучший монтаж                        | Победа (Майкл Кан)                                                           |                                                                         |                                                           |                          |
| Лучшая операторская работа           | Номинация (Дуглас Слокомб)                                                   |                                                                         |                                                           |                          |
| Лучшая работа художника-постановщика | Победа (постановщики: Норман Рейнольдс и Лесли Дилли; декоратор: Майкл Форд) |                                                                         |                                                           |                          |
| Лучший звук                          | Победа (Билл Варни, Стив Маслоу, Грегг Ландакер, Рой Чарман)                 |                                                                         | Номинация (Бен Бёртт, Гэри Саммерс, Шон Мерфи и Тони Доу) |                          |
| Лучший монтаж звуковых эффектов      |                                                                              |                                                                         | Победа (Бен Бёртт и Ричард Химнс)                         |                          |
| Лучшие визуальные эффекты            | Победа (Ричард Эдланд, Кит Уэст, Брюс Николсон и Джо Джонстон)               | Победа (Деннис Мьюрен, Майкл МакАлистер, Лорни Петерсон и Джордж Гиббс) |                                                           |                          |
| Премия за особые достижения          | Победа (Бен Бёртт и Ричард Андерсон, за монтаж звуковых эффектов)            |                                                                         |                                                           |                          |

## Золотая малина
Киносерия получила одну антипремию и номинировалась ещё на две:
- 2009 — Индиана Джонс и Королевство хрустального черепа (1 победа)
- 2024 — Индиана Джонс и Колесо судьбы (2 номинации)

| Категория                         | Фильм                           | Фильм                                                                           |
| Категория                         | Королевство хрустального черепа | Колесо судьбы                                                                   |
| --------------------------------- | ------------------------------- | ------------------------------------------------------------------------------- |
| Худший сиквел, ремейк или плагиат | Победа                          | Номинация                                                                       |
| Худший сценарий                   |                                 | Номинация (Джез Баттеруорт, Джон Генри Баттеруорт, Дэвид Кепп и Джеймс Мэнголд) |

## Телевидение

### Сериал
| Название                                                               | Трансляция в США | Трансляция в США                      | Трансляция в США                      | Серий | Канал              |
| Название                                                               | Сезон            | Начало                                | Конец                                 | Серий | Канал              |
| ---------------------------------------------------------------------- | ---------------- | ------------------------------------- | ------------------------------------- | ----- | ------------------ |
| Хроники молодого Индианы Джонса                                        | 1                | 4 марта 1992                          | 8 апреля 1992                         | 6     | ABC                |
| Хроники молодого Индианы Джонса                                        | 2                | 21 сентября 1992                      | 24 июля 1993                          | 22    | ABC                |
| Хроники молодого Индианы Джонса                                        | Телефильмы       | 15 октября 1994                       | 16 июня 1996                          | 4     | The Family Channel |
| Перемонтированная и дополненная версия (издания на домашних носителях) |                  |                                       |                                       |       |                    |
| Приключения молодого Индианы Джонса                                    | Том              | Релиз                                 | Релиз                                 | Глав  | Формат             |
| Приключения молодого Индианы Джонса                                    | 1                | 26 октября 1999 (выпущена 1 глава)    | 26 октября 1999 (выпущена 1 глава)    | 7     | VHS                |
| Приключения молодого Индианы Джонса                                    | 1                | 23 октября 2007 (выпущены все 7 глав) | 23 октября 2007 (выпущены все 7 глав) | 7     | DVD                |
| Приключения молодого Индианы Джонса                                    | 2                | 26 октября 1999 (выпущены 6 глав)     | 26 октября 1999 (выпущены 6 глав)     | 8     | VHS                |
| Приключения молодого Индианы Джонса                                    | 2                | 18 декабря 2007 (выпущены все 8 глав) | 18 декабря 2007 (выпущены все 8 глав) | 8     | DVD                |
| Приключения молодого Индианы Джонса                                    | 3                | 26 октября 1999 (выпущены 5 глав)     | 26 октября 1999 (выпущены 5 глав)     | 7     | VHS                |
| Приключения молодого Индианы Джонса                                    | 3                | 29 апреля 2008 (выпущены все 7 глав)  | 29 апреля 2008 (выпущены все 7 глав)  | 7     | DVD                |

Телесериал под названием «Хроники молодого Индианы Джонса» (1992—1996) рассказывает о детстве и юности знаменитого Индианы Джонса, который в каждой серии попадает в самую гущу исторических событий и встречает знаменитых людей XX века. Особенность сериала состоит в том, что история практически всего первого двадц тилетия X века показана сквозь призму характеров реальных исторических персонажей и впечатлений юного Индианы от общения с ними. Главный герой предстаёт в трёх воплощениях: в возрасте от 8 до 10 лет (Кори Кэрриер, в возрасте 16-21 лет (Шон Патрик Флэнери) и, наконец 93-летний Джонс, вспоминающий свою юность (Джордж Холл). Лукас начал разрабатывать идею сериала ещё в 1990 году. Шоу стало его первым опытом сотрудничества с продюсером Риком Маккаллумом. Помимо самого Лукаса (выступившего в качестве шоураннера) сценаристами или режиссёрами были Кэрри Фишер, Фрэнк Дарабонт, Вик Армстронг, Бен Берт, Терри Джонс, Николас Роуг, Майк Ньюэлл и Джо Джонстон. По ходу сериала Джонс пересекается со многими историческими личностями, которых играют такие звёзды, как Дэниел Крейг, Кристофер Ли, Боб Пек, Джеффри Райт, Марк Уоррен, Кэтрин Зета-Джонс, Элизабет Херли, Энн Хеч, Ванесса Редгрейв, Джулиан Феллоуз, Тимоти Сполл и даже Харрисон Форд в роли 50-летнего Индианы в одном из эпизодов.
Впоследствии сериaл был перемонтировaн в 22 полнометрaжные серии и получил нaзвaние «Приключения молодого Индиaны Джонсa» с добaвлением многих новых сцен.

### Короткометражные мультфильмыLEGOИндиана Джонс
Все три мультфильма являются кроссоверами с LEGO Звёздные войны.
В первом мультфильме ведущую роль играют персонажи фильмов про Индиану Джонса, герои Звёздных войн появляются камео. В двух остальных мультфильмах всё наоборот.
| Название                    | Дата выхода     | Режиссёр       | Сценарист(ы)                                                                                    | Сюжет и концепция                                                                                                | Продюсер            | Канал           |
| --------------------------- | --------------- | -------------- | ----------------------------------------------------------------------------------------------- | --- | ------------------- | --------------- |
| В поисках утраченной детали | 10 мая 2008     | Педер Педерсен | Майкл Пратт, Кит Мэлоун, Томас Себастьян Фенгер, Оле Хольм Кристенсен и Педер Педерсен          | Майкл Пратт, Кит Мэлоун, Томас Себастьян Фенгер, Оле Хольм Кристенсен и Педер Педерсен                           | Оле Холм Кристенсен | Cartoon Network |
| В поисках R2-D2             | 27 августа 2009 | Педер Педерсен | Майкл Пратт, Кит Мэлоун, Джон Маккормак, Дэниэл Липковиц, Оле Хольм Кристенсен и Педер Педерсен | Майкл Пратт, Кит Мэлоун, Джон Маккормак, Дэниэл Липковиц, Оле Хольм Кристенсен и Педер Педерсен                  | Оле Холм Кристенсен | Cartoon Network |
| Награда бомбада             | 27 ноября 2010  | Педер Педерсен | Дэниэл Липковиц                                                                                 | Майкл Пратт, Анна Прадзинская, Торстен Якобсен, Кит Мэлоун, Оле Хольм Кристенсен, Педер Педерсен и Петер Нильсен | Оле Холм Кристенсен | Cartoon Network |

### Официальные веб-шоу
| Название                         | Выпусков | Первый выпуск | Последний выпуск | Сервис  |
| -------------------------------- | -------- | ------------- | ---------------- | ------- |
| Эти выходные! С Индианой Джонсом | 4        | 15 июня 2023  | 6 июля 2023      | Youtube |
| Lucasfilm Лофи                   | 2        | 28 июня 2023  | 5 июля 2023      | Youtube |

### Театрализованное представление для показа на телевидении
| Название                              | Дата показа    | Канал | Примечание                                                                           |
| ------------------------------------- | -------------- | ----- | ------------------------------------------------------------------------------------ |
| Индиана Джонс и храм Запретного глаза | 29 января 1995 | ABC   | 12-минутное театрализованное представление во время перерыва турнира Super Bowl XXIX |

## Основные персонажи
| Персонаж                             | Фильмы                                              | Фильмы                             | Фильмы                                           | Фильмы                                                 | Фильмы                                   | Телесериал                                                                                    |
| Персонаж                             | Индиана Джонс: В поисках утраченного ковчега (1981) | Индиана Джонс и храм судьбы (1984) | Индиана Джонс и последний крестовый поход (1989) | Индиана Джонс и Королевство хрустального черепа (2008) | Индиана Джонс и Колесо судьбы (2023)     | Хроники молодого Индианы Джонса (1992—1996)                                                   |
| ------------------------------------ | --------------------------------------------------- | ---------------------------------- | ------------------------------------------------ | ------------------------------------------------------ | ---------------------------------------- | --------------------------------------------------------------------------------------------- |
| Генри «Индиана» Джонс-младший        | Харрисон Форд                                       | Харрисон Форд                      | Харрисон ФордРивер Феникс (в молодости)          | Харрисон Форд                                          | Харрисон Форд                            | Харрисон ФордКори Кэрриер (в детстве)Шон Патрик Флэнери (в молодости)Джордж Холл (в старости) |
| Сaллaх                               | Джон Рис-Дэвис                                      |                                    | Джон Рис-Дэвис                                   | (фото)                                                 | Джон Рис-Дэвис                           |                                                                                               |
| Маркус Броуди                        | Денхолм Эллиотт                                     |                                    | Денхолм Эллиотт                                  | (фото)                                                 |                                          |                                                                                               |
| Мэрион Рэйвенвуд                     | Карен Аллен                                         |                                    |                                                  | Карен Аллен                                            | Карен Аллен                              |                                                                                               |
| Рене Беллок                          | Пол Фримен                                          |                                    |                                                  |                                                        |                                          |                                                                                               |
| Арнольд Тот                          | Рональд Лэйси                                       |                                    |                                                  |                                                        |                                          |                                                                                               |
| Полковник Дитрих                     | Вольф Калер                                         |                                    |                                                  |                                                        |                                          |                                                                                               |
| Сатипо                               | Альфред Молина                                      |                                    |                                                  |                                                        |                                          |                                                                                               |
| Гоблер                               | Энтони Хиггинс                                      |                                    |                                                  |                                                        |                                          |                                                                                               |
| Уилли Скотт                          |                                                     | Кейт Кэпшоу                        |                                                  | (фото)                                                 |                                          |                                                                                               |
| «Коротышка» Раунд                    |                                                     | Куан Ке Хюи                        |                                                  |                                                        |                                          |                                                                                               |
| Мола Рам                             |                                                     | Амриш Пури                         |                                                  |                                                        |                                          |                                                                                               |
| Чаттар Лал                           |                                                     | Рошан Сет                          |                                                  |                                                        |                                          |                                                                                               |
| Лао Чэ                               |                                                     | Рой Чяо                            |                                                  |                                                        |                                          |                                                                                               |
| Капитан Блумберт                     |                                                     | Филип Стоун                        |                                                  |                                                        |                                          |                                                                                               |
| Махараджа Залим Сингх                |                                                     | Радж Сингх                         |                                                  |                                                        |                                          |                                                                                               |
| Генри Джонс-старший                  |                                                     |                                    | Шон КоннериАлекс Хайд-Уайт (в молдости)          | (фото)                                                 | (фото)                                   | Ллойд Оуэн (в молдости)                                                                       |
| Уолтер Донован                       |                                                     |                                    | Джулиан Гловер                                   |                                                        |                                          |                                                                                               |
| Эльза Шнейдер                        |                                                     |                                    | Элисон Дуди                                      |                                                        |                                          |                                                                                               |
| Полковник Фогель                     |                                                     |                                    | Майкл Бирн                                       |                                                        |                                          |                                                                                               |
| Казим                                |                                                     |                                    | Кеворк Маликян                                   |                                                        |                                          |                                                                                               |
| Генри Джонс III / Мэтт «Пёс» Уильямс |                                                     |                                    |                                                  | Шайа Лабаф                                             | (фото)                                   |                                                                                               |
| Ирина Спалько                        |                                                     |                                    |                                                  | Кейт Бланшетт                                          |                                          |                                                                                               |
| Джордж «Мак» Макхэйл                 |                                                     |                                    |                                                  | Рэй Уинстон                                            |                                          |                                                                                               |
| Гарольд «Окс» Оксли                  |                                                     |                                    |                                                  | Джон Хёрт                                              |                                          |                                                                                               |
| Полковник Довченко                   |                                                     |                                    |                                                  | Игорь Жижикин                                          |                                          |                                                                                               |
| Чарльз Стэнфорт                      |                                                     |                                    |                                                  | Джим Бродбент                                          |                                          |                                                                                               |
| Генерал Росс                         |                                                     |                                    |                                                  | Алан Дэйл                                              |                                          |                                                                                               |
| Елена «Вомбат» Шоу                   |                                                     |                                    |                                                  |                                                        | Фиби Уоллер-БриджХолли Лотон (в детстве) |                                                                                               |
| Юрген Фёллер / Профессор Шмидт       |                                                     |                                    |                                                  |                                                        | Мадс Миккельсен                          |                                                                                               |
| Тедди Кумар                          |                                                     |                                    |                                                  |                                                        | Итан Исидор                              |                                                                                               |
| Ринальдо                             |                                                     |                                    |                                                  |                                                        | Антонио Бандерас                         |                                                                                               |
| Клабер                               |                                                     |                                    |                                                  |                                                        | Бойд Холбрук                             |                                                                                               |
| Хок                                  |                                                     |                                    |                                                  |                                                        | Оливье Рихтерс                           |                                                                                               |
| Мисс Мейсон                          |                                                     |                                    |                                                  |                                                        | Шонетт Рене Уилсон                       |                                                                                               |
| Бейзил Шоу                           |                                                     |                                    |                                                  |                                                        | Тоби Джонс                               |                                                                                               |
| Полковник Вебер                      |                                                     |                                    |                                                  |                                                        | Томас Кречман                            |                                                                                               |
| Архимед                              |                                                     |                                    |                                                  |                                                        | Нассер Мемарзия                          |                                                                                               |
| Анна Джонс                           |                                                     |                                    |                                                  |                                                        |                                          | Рут Дэ Соса                                                                                   |
| Элен Сеймур                          |                                                     |                                    |                                                  |                                                        |                                          | Маргарет Тайзак                                                                               |
| Реми Будуа                           |                                                     |                                    |                                                  |                                                        |                                          | Ронни Куттёр                                                                                  |
| Томас Эдвард Лоуренс (Аравийский)    |                                                     |                                    |                                                  |                                                        |                                          | Дуглас ХеншоллДжозеф А. Беннетт (в молодости)                                                 |
| Эрнест Хемингуэй                     |                                                     |                                    |                                                  |                                                        |                                          | Джей Андервуд                                                                                 |

## Съёмочная группа
| Фильм                                           | Исполнительные продюсеры        | Композитор   | Монтажёр(ы)                                      | Оператор        | Производственная компания | Дистрибьютор                        |
| ----------------------------------------------- | ------------------------------- | ------------ | ------------------------------------------------ | --------------- | ------------------------- | ----------------------------------- |
| Индиана Джонс: В поисках утраченного ковчега    | Джордж Лукас и Ховард Казанджян | Джон Уильямс | Майкл Кан                                        | Дуглас Слокомб  | Lucasfilm Ltd.            | Paramount Pictures                  |
| Индиана Джонс и храм судьбы                     | Джордж Лукас и Фрэнк Маршалл    | Джон Уильямс | Майкл Кан                                        | Дуглас Слокомб  | Lucasfilm Ltd.            | Paramount Pictures                  |
| Индиана Джонс и последний крестовый поход       | Джордж Лукас и Фрэнк Маршалл    | Джон Уильямс | Майкл Кан                                        | Дуглас Слокомб  | Lucasfilm Ltd.            | Paramount Pictures                  |
| Индиана Джонс и Королевство хрустального черепа | Джордж Лукас и Кэтлин Кеннеди   | Джон Уильямс | Майкл Кан                                        | Януш Каминский  | Lucasfilm Ltd.            | Paramount Pictures                  |
| Индиана Джонс и Колесо судьбы                   | Стивен Спилберг и Джордж Лукас  | Джон Уильямс | Майкл МакКаскер, Эндрю Баклэнд и Дирк Уэстервелт | Фидон Папамайкл | Lucasfilm Ltd.            | Walt Disney Studios Motion Pictures |

## Хронология фильмов и сериала

### Общая хронология
| Год(ы)      | Название                                        | Тип                        | Год(ы) выхода             |
| ----------- | ----------------------------------------------- | -------------------------- | ------------------------- |
| 1908 — 1920 | Хроники молодого Индианы Джонса                 | Сериал / Серия телефильмов | 1992 — 1996 / 1999 — 2001 |
| 1935        | Индиана Джонс и храм судьбы                     | Фильм                      | 1984                      |
| 1936        | Индиана Джонс: В поисках утраченного ковчега    | Фильм                      | 1981                      |
| 1938        | Индиана Джонс и последний крестовый поход       | Фильм                      | 1989                      |
| 1957        | Индиана Джонс и Королевство хрустального черепа | Фильм                      | 2008                      |
| 1969        | Индиана Джонс и Колесо судьбы                   | Фильм                      | 2023                      |

### Подробный таймлайн
- 212 до н. э. — Индиана Джонс и Колесо судьбы (кульминация фильма с перенёсшимися из-за трещины во времени Индианой и Хеленой из 1969-го)
- 1899 — Приключения молодого Индианы Джонса: «Глава 1. Моё первое приключение» (сцена с новорожденным Индианой, в прологе)
- 1902 — Приключения молодого Индианы Джонса: «Глава 1. Моё первое приключение» (сцены с маленьким Индианой на крыше и его первым знакомством с псом, в прологе)
- 1908 — Приключения молодого Индианы Джонса:
  - «Глава 1. Моё первое приключение» (остальной пролог и основная часть)
  - «Глава 2. Страсть к жизни»
  - «Глава 3. Проделки Купидона»
- 1909 — Приключения молодого Индианы Джонса: «Глава 5. Путь к свету» (флешбек с Чарлзом Ледбитером и Кришнамурти)
- 1910 — Приключения молодого Индианы Джонса:
  - «Глава 4. Путешествие с отцом»
  - «Глава 5. Путь к свету» (основная часть)
- 1912 — Индиана Джонс и последний крестовый поход (пролог)
- 1916 — Приключения молодого Индианы Джонса:
  - «Глава 6. Приключения на весенних каникулах»
  - «Глава 7. Сладкая песнь любви»
  - «Глава 8. Траншеи, ведущие в ад»
  - «Глава 9. Демоны обмана» (основная часть)
  - «Глава 10. Поезд-призрак»
- Конец 1916 / начало 1917 — Приключения молодого Индианы Джонса: «Глава 11. Оганга — дарующий и отбирающий жизнь»
- 1917 — Приключения молодого Индианы Джонса:
  - «Глава 12. Атака истребителей»
  - «Глава 13. Приключения на секретной службе»
  - «Глава 14. Шпионские игры»
  - «Глава 15. Покорители пустыни»
  - «Глава 9. Демоны обмана» (флэшфорварды с будущим Маты Хари)
  - «Глава 16. Повесть о невинности»
- 1918 — Приключения молодого Индианы Джонса:
  - «Глава 17. Маски зла»
  - «Глава 19. Ветер перемен» (кадры военной хроники, в прологе)
- Конец 1918 / начало 1919 — Приключения молодого Индианы Джонса: «Глава 18. Сокровище Павлиньего глаза»
- 1919 — Приключения молодого Индианы Джонса: «Глава 19. Ветер перемен» (остальной пролог и основная часть)
- 1920 — Приключения молодого Индианы Джонса:
  - «Глава 20. Тайна блюза» (основная часть)
  - «Глава 21. Скандал 1920-го»
  - «Глава 22. Голливудские капризы»
- 1935 — Индиана Джонс и храм судьбы
- 1936 — Индиана Джонс: В поисках утраченного ковчега
- 1938 — Индиана Джонс и последний крестовый поход (основная часть)
- 1944 — Индиана Джонс и Колесо судьбы (пролог)
- 1950 — Приключения молодого Индианы Джонса: «Глава 20. Тайна блюза» (пролог и эпилог)
- 1951 — Индиана Джонс и Колесо судьбы (флэшбек с Индианой, Бэзилом Шоу и юной Хеленой)
- 1957 — Индиана Джонс и Королевство хрустального черепа
- 1969 — Индиана Джонс и Колесо судьбы (основная часть)
- 212 до н. э. — Индиана Джонс и Колесо судьбы (кульминация фильма с перенёсшимися из-за трещины во времени Индианой и Хеленой из 1969-го)
- 1969 — Индиана Джонс и Колесо судьбы (эпилог)
- 1992 — Приключения молодого Индианы Джонса (кадр с пожилыми руками Индианы закрывающими записную книжку, в конце титров каждой серии, кроме «Главы 11. Оганга — дарующий и отбирающий жизнь»)

Впоследствии было признано неканоном и удалено:
- 1992 — Хроники молодого Индианы Джонса:
  - 1 сезон, 1 эпизод: «Молодой Индиана Джонс и проклятие шакала» (пролог, середина и эпилог)
  - 1 сезон, 2 эпизод: «Лондон, май 1916» (пролог и эпилог)
  - 1 сезон, 3 эпизод: «Британская Восточная Африка, сентябрь 1909» (пролог и эпилог)
  - 1 сезон, 4 эпизод: «Верден, сентябрь 1916» (пролог и эпилог)
  - 1 сезон, 5 эпизод: «Германская Восточная Африка, декабрь 1916» (пролог и эпилог)
  - 1 сезон, 6 эпизод: «Конго, январь 1917» (пролог и эпилог)
  - 2 сезон, 1 эпизод: «Австрия, март 1917» (пролог и эпилог)
  - 2 сезон, 2 эпизод: Сомма, начало августа 1916" (пролог и эпилог)[69]
  - 2 сезон, 3 эпизод: «Германия, середина августа 1916» (пролог и эпилог)[70]
  - 2 сезон, 4 эпизод: «Барселона, май 1917» (пролог и эпилог)
- 1993 — Хроники молодого Индианы Джонса:
  - 2 сезон 5.1 эпизод: «Чикаго, апрель 1920» (пролог и эпилог)[71]
  - 2 сезон 5.2 эпизод: «Чикаго, май 1920» (пролог и эпилог)[72]
  - 2 сезон 6 эпизод: «Принстон, февраль 1916» (пролог и эпилог)
  - 2 сезон 7 эпизод: «Петроград, июль 1917» (пролог и эпилог)
  - 2 сезон 8.1 эпизод: «Нью-Йорк, июнь 1920» (пролог и эпилог)[73]
  - 2 сезон 8.2 эпизод: «Нью-Йорк, июль 1920» (пролог и эпилог)[74]
  - 2 сезон 9 эпизод: «Вена, ноябрь 1908» (пролог и эпилог)
  - 2 сезон 10 эпизод: «Северная Италия, июнь 1918» (пролог и эпилог)
  - 2 сезон 12 эпизод: «Ирландия, апрель 1916» (пролог и эпилог)
  - 2 сезон 13 эпизод: «Париж, сентябрь 1908» (пролог и эпилог)
  - 2 сезон 15 эпизод: «Бенарес, январь 1910» (пролог и эпилог)
  - 2 сезон 16 эпизод: «Париж, октябрь 1916» (пролог и эпилог)
  - 2 сезон 19 эпизод: «Флоренция, май 1908» (пролог и эпилог)
  - 2 сезон 20 эпизод: «Прага, август 1917» (пролог и эпилог)
  - 2 сезон 22 эпизод: «Трансильвания, январь 1918» (пролог и эпилог)
  - 2 сезон 14 эпизод: «Пекин, март 1910» (пролог и эпилог)

### Список романов

#### Роб Макгрегор
- «Индиана Джонс и опасности в Дельфах» (февраль 1991)
- «Индиана Джонс и хоровод великанов» (июнь 1991)
- «Индиана Джонс и семь Вуалей» (декабрь 1991)
- «Индиана Джонс и бытие потоп» (февраль 1992)
- «Индиана Джонс и Наследие Единорога» (сентябрь 1992)
- «Индиана Джонс и внутренний мир» (1992)

#### Мартин Кайдин
- «Индиана Джонс и пираты неба» (декабрь 1993)
- «Индиана Джонс и Белая ведьма» (1994)

#### Макс МакКой
- «Индиана Джонс и философский камень» (1995)
- «Индиана Джонс и яйца динозавров» (1996)
- «Индиана Джонс и полость Земли» (1997)
- «Индиана Джонс и тайна Сфинкса» (1999)

#### Вольфганг Хольбайн
- «Индиана Джонс и корабль богов» (1990) — («Индиана Джонс и Дракон кораблей»)
- «Индиана Джонс и убийство великана» (1990) — («Индиана Джонс и Пернатый Змей»)
- «Индиана Джонс и золото Эльдорадо» (1991) — («Индиана Джонс и золото Эль Дорадо»)
- «Индиана Джонс и исчезнувший волк» (1991) — («Индиана Джонс и потерянные люди»)
- «Индиана Джонс и меч Чингиз-хана» (1991) — («Индиана Джонс и меч Чингиз-хана»)
- «Индиана Джонс и тайна острова Пасхи» (1992) — («Индиана Джонс и тайна острова Пасхи»)
- «Индиана Джонс и Лабиринт Гора» (1993) — («Индиана Джонс и Лабиринт Гора»)
- «Индиана Джонс и наследство Авалона» (1994) — («Индиана Джонс и наследство Авалона»)

#### Роберт Лоуренс Стайн
- «Индиана Джонс и проклятие острова ужасов» (июнь 1984)
- «Индиана Джонс и гиганты Серебряная Башня» (август 1984)
- «Индиана Джонс и культ мумии склепа» (февраль 1985)
- «Индиана Джонс и обезьяны-рабы на острове» (1986)

#### Ричард Венк
- «Индиана Джонс и глаз судьбы» (август 1984) — Ричард Венк
- «Индиана Джонс и Легион смерти» (декабрь 1984) — Ричард Венк

#### Меган Стайн и Х. Уильям Стин
- «Индиана Джонс и дракон возмездия» (апрель 1985) — Меган Стайн и Х. Уильям Стин
- «Индиана Джонс и маска слона» (февраль 1987) — Меган Стайн и Х. Уильям Стин

#### Уильям Мак-Кей
- «Молодой Индиана Джонс и сокровища плантации» (1990) — Уильям Мак-Кей
- «Молодой Индиана Джонс и круг смерти» (1990) — Уильям Мак-Кей

#### Ле Мартен
- «Индиана Джонс и гробница ужаса» (1990)
- «Индиана Джонс и Тайный Город» (1990)

#### Другие авторы
- «Индиана Джонс и потерянное сокровище Саванны» (июнь 1984) — Роза Эстес
- «Индиана Джонс и Кубок вампира» (октябрь 1984) — Энди Хелфер
- «Индиана Джонс и золото Чингисхана» (май 1985) — Эллен Уайсс
- «Индиана Джонс и армия мертвых» (2009) — Стив Перри

## Видеоигры
С момента выхода оригинального фильма было создано несколько игр, основанных на серии фильмов про Индиану Джонса.

### Игры на основе фильмов
- 1982 — «В поисках утраченного ковчега»[англ.] (Atari Inc.) — первая видеоигра из серии «Индиана Джонс». Вышла на Атари 2600.
- 1985 — «Индиана Джонс и храм судьбы»[англ.] (Atari Games) — аркадная игра, позже портированная на домашние компьютеры и консоли, в том числе версия[англ.] для консоли NES в 1988 году.
- 1989 — Indiana Jones and the Last Crusade: The Action Game[англ.] (LucasArts).
- 1989 — Indiana Jones & The Last Crusade: The Graphic Adventure (LucasArts).
- 1991 — «Индиана Джонс и последний крестовый поход»[англ.] (Taito) — выпущена для консоли NES.
- 1994 — «Величайшее приключение Индианы Джонса» (JVC/LucasArts) — на основе всех трёх оригинальных фильмов. Вышла на консоли SNES.
- 2008 — «Lego Индиана Джонс: оригинальные приключения» (LucasArts) — основана на трёх оригинальных фильмах и игрушках франшизы LEGO.
- 2009 — «Lego Индиана Джонс 2: приключение продолжается» (LucasArts) — продолжение оригинальной игры 2008 года.

### Оригинальные игры
- 1985 — «Индиана Джонс в затерянном королевстве» (Mindscape)
- 1987 — «Индиана Джонс и месть древних» (Mindscape) — выпущен для Mac и PC DOS компьютерных платформ.
- 1992 — «Индиана Джонс и судьба Атлантиды» (LucasArts) — выпущена для DOS (IBM) совместимых компьютеров.
- 1993 — «Хроники молодого Индиана Джонса» (Jaleco) — выпущена для NES консоли.
- 1994 — «Молодой Индиана Джонс: Инструмент Хаоса» (LucasArts) — выпущена для Сеги Генезис
- 1996 — «Индиана Джонс и его рабочего Приключения» (LucasArts).
- 1999 — «Индиана Джонс и Адская машина» (LucasArts) — выпущенный в 1999 году на ПК, а также для Nintendo 64 и Game Boy Color к 2001 году.
- 2003 — «Индиана Джонс и гробница императора» (Лукасартс) — приквел к храм судьбы. Выпущена для консолей PlayStation 2 и Xbox, а также версия для Windows.
- 2009 — «Индиана Джонс и посох королей» (Лукасартс) — выпущен для Nintendo DS, Wii, PlayStation Portable и PlayStation 2[79].
- 2011 — «Мир приключений Индиана Джонс» (Zynga в партнёрстве с Lucasfilm) — в социальных игр компании Zynga ответили выпускать эту игру в конце 2011 года[80].
- 2024 — «Индиана Джонс и большой круг» (LucasArts)[81].

В 1995 году планировалось выпустить продолжение «Судьбы Атлантиды» под названием «Индиана Джонс и Железный Феникс», но проект был отменён.

### Тематические парки
До того как в 2012 году корпорация Disney приобрела компанию Lucasfilm, Джордж Лукас совместно с Walt Disney Imagineering открыл в тематических парках несколько аттракционов, посвящённых Индиане Джонсу. Всего работает пять аттракционов:
- Indiana Jones Epic Stunt Spectacular! в составе Disney's Hollywood Studios[англ.] в городе Лейк Буэна Виста, штат Флорида, открыт в 1989 году.
- Indiana Jones et le Temple du Péril — американские горки в Парижском Диснейленде в Марн-ла-Валле, Франция, открыты в 1993 году.
- Indiana Jones Adventure — аттракционы в Диснейленде в Анахайме, Калифорния (был открыт в 1995 году) и в Tokyo DisneySea[англ.] в тибе, Япония (был открыт в 2001 году).
- Тематический лаундж-бар «Джок Линдси», был открыт в 2015 году в торгово-развлекательном комплексе Disney Springs[англ.] в городе Лейк Буэна Виста, штат Флорида[82][83].
- В ходе поездки по аттракциону The Great Movie Ride (Walt Disney World) показывают «В поисках утраченного ковчега».

## Товары

### Линии игрушек
К курортному сезону после июня 1981 года дебютировал в поисках утраченного Ковчега, Кеннер выпустил 12-дюймовый высотой «подлинном стиле фигурка» Индиана Джонс. Следующей весной они доставлены девять небольших (33⁄4") фигурки, три игровые наборы, реплики немецких пустыне колонну грузовиков и Джонса лошадь, все производные от рейдеров кино. они также предложили налётчики настольная игра.
В сочетании с театральным выпуском храм судьбы. в 1984 году, ТСР, Инк. выпущен миниатюрный металлический версиях двенадцать персонажей из обоих фильмов для ролевых игр. ЛЈН игрушки Лтд. также были опубликованы данные действия Джонса, мола рам, и гигантский Thugee; были планы для того, Вилли Скотт и коротышка, и мой гоночный автомобиль, но они никогда не были представлены.
Никаких игрушек были произведены в связи с последний крестовый поход в 1989, но в 1993 году горизонте выпустили очень подробный винил модель наборы Индианы, Генри Джонс , а в 1995 году микро-машины производили набор из десяти литой игрушечных автомобилей из всех трёх фильмов. микро-машины также считается мини. массажёр, но это было так. в 1999 году, игрушки Маккой выпустил японском рынке-только ограниченным тиражом 12-дюймовый фигурка Индиана и его лошадь от рейдеров. В 2001, Уолт Дисней парки и курорты продаются новые эксклюзивные фигурки и модели автомобилей, и вторая волна последовала в августе 2003 года. Это включало г. И. Джо версий Джонс, том числе афро-американском стиле игрушки, чтобы почтить чёрных исполнителей на их трюк показывает.
Компания Hasbro выпустила игрушки, основанные на индиану Джонса и Королевство Хрустального черепа в 2008 году. Далее цифры, включая персонажей из последнего крестового похода и Храм судьбы, а затем позднее в том же году, но были распространены в очень ограниченных масштабах. Эта линия игрушек в комплекте 33⁄4-дюймовые и 12-дюймовые фигурки, транспортные средства, playset, а серия «Приключения героев», направленные на детей младшего возраста. От Hasbro объявил об отмене линия осенью 2008 года из-за снижения продаж, хотя некоторые показатели продолжали быть выпущен до 2011 Сан-Диего комикс-Конвенции.
Интермедии Коллекционирование, нежный гигант, бриллиант выберите игрушки и Kotobukiya также заработал Индиана Джонс лицензионных прав в 2008 году. Лего выпустила восемь игровых наборов, которые совпали с четвёртым фильмом, основанные на рейдеров и Последнем крестовом походе, а также Королевстве Хрустального черепа.